# Giampietro Zanotti
Pour les articles homonymes, voir Zanotti.
Giampietro Zanotti (né en 1674 à Paris et mort en 1765) est un peintre et poète italien du XVIIIe siècle, qui fut également un critique d'art.

## Biographie
Né à Paris d'un père originaire de Bologne, Giampietro Zanotti fut secrétaire de l'Académie clémentine.
Il est le frère de Francesco Maria Zanotti (1692-1777) et le père de l'astronome Eustachio Zanotti.

## Œuvres
Outre des tableaux estimés, qu'on voit à Bologne et dans d'autres villes d'Italie, on a de lui :
- 3 volumes de Poésies, 1741,
- une tragédie, Didon, 1718,
- la Description des peintures de l'Institut de Bologne,
- la Description des fresques de Lodovico Carracci au cloître St-Nicolas.

## Sources
- Marie-Nicolas Bouillet  et Alexis Chassang (dir.), « Jean-Pierre Zanotti » dans Dictionnaire universel d’histoire et de géographie, 1878 (lire sur Wikisource)